# Герка
Герка (также йивом, ивом, герканчи, геркава, гурка; англ. gerka, yiwom, ywom, gerkanchi, gerkawa, gurka) — чадский язык, распространённый в центральных районах Нигерии. Входит в ангасскую группу западночадской языковой ветви.
Численность говорящих — около 14 100 человек (2000). В основе письменности лежит латинский алфавит.

## Классификация
В соответствии с классификацией чадских языков, предложенной американским лингвистом П. Ньюманом, язык герка (йивом) входит в ангасскую группу западночадской языковой ветви вместе с языками ангас, чип, гоэмаи (анкве), коеноем, кофьяр, монтол (теэл), пьяпун, сура (мупун) и тал. Согласно исследованиям П. Ньюмана, в пределах ангасской группы язык герка противопоставляется подгруппе собственно ангасских языков, сама же ангасская группа входит в подветвь западночадских языков A. Эта классификация приведена, в частности, в справочнике языков мира Ethnologue.
Согласно классификации, опубликованной в базе данных по языкам мира Glottolog,  язык герка является единственным представителем кластера йивом (герка), который вместе с языком мвагхавул (сура) и кластерами гоэмаи, кофьяр-мушере-чип и нгас-белненг образуют языковые объединения в составе группы западночадских языков A A.3.
В классификации афразийских языков чешского лингвиста В. Блажека язык герка отнесён к подгруппе языков ангас, которая разделена на два языковых объединения: одно из них представлено единственным языком герка (йивом), в другое входят языки ангас, сура, кофьяр, чип, анкве, монтол и пьяпун. Подгруппа ангас вместе с подгруппой боле-тангале в данной классификации являются частью боле-ангасской группы, входящей в свою очередь в одну из двух подветвей западночадской языковой ветви.
В классификации афразийских языков Р. Бленча язык йивом (герка) является единственным представителем подгруппы герка, которая вместе с подгруппой нгас образует группу боле-нгас подветви западночадских языков A.
В классификации, опубликованной в работе С. А. Бурлак и С. А. Старостина «Сравнительно-историческое языкознание», язык герка (йивом) вместе с языками мирьям (мерньянг), диммук (доемак), квалла (квагаллак), бвал, гворам, чип, монтол (теэл), канам, пьяпун и коеноем включается в подгруппу герка-кофьяр группы сура-герка подветви собственно западночадских языков.

## Лингвогеография

### Ареал и численность
Область распространения языка герка размещена в центральной Нигерии на территории штата Плато — в районах Миканг, Шендам, Северный Лангтанг и Южный Лангтанг, а также на сопредельной территории штата Тараба.
Ареал языка герка с запада и юга граничит с ареалами близкородственных западночадских языков. На западе к области распространения языка герка примыкает ареал языка монтол, на юге — ареал языка гоэмаи. На севере и востоке с ареалом герка граничит ареал бенуэ-конголезского платоидного языка тарок.
Численность носителей языка герка по данным 1934 года составляла 2520 человек,  по данным 1973 года — 8000 человек. Согласно данным справочника Ethnologue, численность говорящих на языке герка в 2000 году достигала 14 100 человек. По современным оценкам сайта Joshua Project численность носителей языка герка составляет 23 000 человек (2017).

### Социолингвистические сведения
Согласно данным сайта Ethnologue, по степени сохранности язык герка относится к так называемым стабильным, или устойчивым, языкам, поскольку этот язык используется в устном бытовом общении представителями этнической общности герка всех поколений, включая младшее. На языке герка транслируются радиопередачи. Стандартной формы у языка герка нет. Большая часть представителей этнической общности герка придерживается традиционных верований, есть также группы мусульман (30 %) и христиан (25 %).

## Письменность
Современный вариант письменности языка герка основан на латинском алфавите. В 2011 году на этом языке была издана книга Reading and Writing book.